# La Conquête du pétrole

La Conquête du pétrole est un jeu de société édité par les Jeux Nathan en 1974. Il n'est plus édité depuis de nombreuses années.
Lancé juste après le premier choc pétrolier, le jeu se déroule dans un pays imaginaire : l'Araweit (concaténation des noms de deux pays de l'OPEP : Arabie Saoudite et Koweït). L'objectif est de construire et d'exploiter des puits de pétrole. Pour y parvenir, il faut passer par quatre phases successives, au hasard des dés et des cartes :
1. Achat d'un terrain : sur terre ou sur mer, en zone A (moins cher à l'achat mais limitation dans l'exploitation de gisement ou cout de mise en production plus élevé), en zone B, ou en zone industrielle (seule zone permettant l'exploitation des ressources de gaz naturel).
2. Sismique (plus cher en zone terrestre (4 millions) qu'en mer (2 millions))
3. Forage (4 millions sur terre et 16 millions en mer)
4. Le résultat de forage s'obtient en arrivant sur la case adéquate, et en tirant une carte. Parmi les diverses possibilités il y a :
  - l'abandon (forage à refaire)
  - l'abandon et sismique à refaire
  - le terrain sec (qui condamne définitivement le terrain par un jeton noir)
  - la confiscation des permis
  - le gisement, d'un capacité de 10, 20 ou 50 millions de tonnes par an. Ou encore le gisement de gaz naturel, 20 millions de tonnes par an si le terrain est bien placé.

Le joueur touche les dividendes de ses gisements deux fois par tour de circuit, en passant au-dessus des cases 12 et 42 (si ses gisements n'ont pas été nationalisés en cours de route).
Le gagnant est le premier arrivé à une certaine somme d'argent (500 millions, ce qui lui confère le titre de major).